# Around My Heart
Around My Heart ist ein Popsong von Sandra aus dem Jahr 1988.

## Entstehung und Veröffentlichung
Der Song wurde von Hubert Kemmler alias Hubert Kah, Markus Löhr und Klaus Hirschburger, letztere Bandmitglieder von Hubert Kah, sowie von Sör Otto’s und Sandras Keyboarder Frank Peterson geschrieben und von Michael Cretu produziert. Around My Heart ist ein Midtempo-Synthiepop-Song. Im Songtext erinnert sich die Protagonistin an den Beginn einer Beziehung zu einem „kriminellen“ Mann zurück, die im Sommer 1985 begonnen hat, ein „gefährliches Spiel“.
Die Single wurde am 1. Mai 1989 bei Virgin Records als vierte und letzte reguläre Single aus dem Album Into a Secret Land veröffentlicht. Auf der B-Seite befindet sich der Song Around My Drums (Instrumental). Es existiert auch eine 6:02 Minuten lange Maxi-Version, die auf der Maxi-Single zusätzlich durch die 7"-Version ergänzt wird. Around My Heart erschien auf einigen Kompilationen und Best-Of-Alben, darunter Die Superhits des Jahres aus der ZDF Hitparade 1989.
Sandra trat mit dem Song im ZDF unter anderem am 22. April 1989 bei Nase vorn mit Frank Elstner auf, ebenso am 17. Juni des Jahres bei Die Pyramide mit Dieter Thomas Heck. Zudem war sie am 14. Juni 1989 in der ZDF-Hitparade zu sehen, als Platz zwei der von Media Control ermittelten Titel. Auch bot sie den Titel im WWF Club dar.
Die Regie des Musikvideos führte Bulle Bernd.

## Chartplatzierungen
Die Single erreichte Platz 11 in Deutschland, Platz 23 in Österreich und Platz 19 in der Schweiz. In Frankreich kam der Song auf Platz 28.
| ChartsChartplatzierungen | Höchstplatzierung | Wochen |
| ------------------------ | ----------------- | ------ |
| Deutschland (GfK)        | 11 (16 Wo.)       | 16     |
| Österreich (Ö3)          | 23 (8 Wo.)        | 8      |
| Schweiz (IFPI)           | 19 (6 Wo.)        | 6      |